# Cieszyn
Cieszyn (în germană Teschen, în cehă Těšín) este un oraș în sudul Poloniei, situat la ca. 100 km sudvest de Cracovia, direct pe granița cu Republica Cehă. De partea cealaltă a frontierei, dincolo de râul Olza se găsește Český Těšín. Cele două localități au format până la destrămarea Imperiului Austro-Ungar un singur oraș.
În anul 1938, prin Acordurile de la München, orașul a fost reunificat sub autoritate poloneză, deoarece era locuit în majoritate de polonezi. După terminarea celui de-Al Doilea Război Mondial, orașul a fost din nou divizat, în prezent o parte găsindu-se în Polonia, sub numele de "Cieszyn", iar cealaltă parte în Cehia, sub numele "Český Těšín".

## Orașe înfrățite–orașe gemene
Este înfrățit cu:

Lucerna
Rožňava
Český Těšín
Genk
Puck
Teuva
Balcic  

## Personalități
- Hedviga de Cieszyn (1469–1521), principesă, mama voievodului Transilvaniei Ioan I Zápolya;
- Melchior Grodziecki (1584 - 1619), preot iezuit;
- Ireneusz Jeleń (n. 1981), fotbalist.